# Kanton Garges-lès-Gonesse
Kanton Garges-lès-Gonesse (fr. Canton de Garges-lès-Gonesse) je francouzský kanton v departementu Val-d'Oise v regionu Île-de-France. Tvoří ho dvě obce. Zřízen byl v roce 2015.

## Obce kantonu
- Arnouville
- Garges-lès-Gonesse